# Platanthera finetiana
Platanthera finetiana — вид травянистых растений рода Любка (Platanthera) семейства Орхидные (Orchidaceae). Эндемик Китая.

## Ботаническое описание
Травянистые растения высотой 30-60 см. Корневище ползучее, цилиндрическое, столонообразное. Стебель прямостоячий, крепкий, с трубчатыми влагалищами у основания, 3- или 4-листный. Листья цельные, широко расставленные, продолговатые, эллиптические или эллиптически-ланцетные, 10-16 × 2,3-5 см, основание прижатое, вершина тупая или острая. Цветоножка с несколькими ланцетными прицветниками; рахис 10-18 см, от плотного до густого 8-26-цветкового; цветочные прицветники ланцетные, нижние превышают цветки, верхушечные заострённые. Цветки от бледно-желтовато-зелёных до беловато-зелёных; цветоножка и завязь слегка дугообразные, цилиндрические, 12-13 мм. Дорсальный чашелистик прямостоячий, образует капюшон с лепестками, яйцевидно-эллиптический, цимбиформный, 4,5-5,5 × 3-3,5 мм, голый, трёхгранный, вершина тупая; боковые чашелистики рефлексированные, широко яйцевидные, косые, 4,5-5,5 × 3,2-3,6 мм, голые, трехгранные, вершина тупая. Лепестки линейные, косые, 4-5 × ок. 1,5 мм, 1-лопастные, верхушка усечённо-продолговатая; губа маятниковая, линейно-связочная, 9-10,5 × ок. 1. 5 мм, с небольшими боковыми лопастями у основания, край рефлексированный, вершина тупая; диск с конической мозолью перед устьем шпорца; базальные доли квадратные, вершина усечённая; шпорец маятниковый, цилиндрический, превышает завязь, постепенно сужается к вершине, вершина острая и слегка крючковатая. Столбик короткий; стаминодии заметные; пыльники параллельные; соединительные локулы несколько широкие, вершина субретузная; пыльники обратнояйцевидные, с длинными, тонкими каудикулами и линейно-эллиптическими висцидиями; рыльце прямое, широкотреугольное, короткое; доли рыльца сросшиеся, вогнутые, эллиптические, лежат непосредственно под рыльцем. Период цветения: июль-август.

## Распространение и экология
Леса на склонах или вдоль долин; 1200-3500 м над уровнем моря. Эндемик Китая (провинции Ганьсу, В Хубэй, Сычуань).
По информации из красной книги IUCN вид находится в статусе уязвимого.

## Систематика
Вид впервые научно описан в 1910 году немецким ботаником Рудольфом Шлехтером в журнале «Repertorium Novarum Specierum Regni Vegetabilis»